# Droga krajowa nr 73 (Węgry)
Droga krajowa nr 73 (węg. 73-as főút) – droga krajowa w komitacie Veszprém w zachodnich Węgrzech. Długość – 13 km. Przebieg:
- Balatonfüred – skrzyżowanie z 71
- Csopak
- Veszprém – skrzyżowanie z 8